# Rifugio Stivo Prospero Marchetti
Il rifugio Stivo "Marchetti" è un rifugio situato in provincia di Trento a 2012 m s.l.m.

## Storia

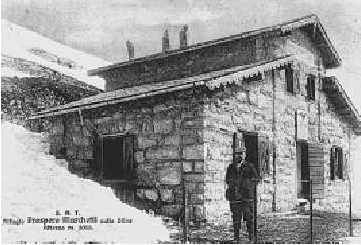
Il rifugio nel 1911

La costruzione del rifugio sul monte Stivo nasce da un'idea del dottor Vittorio Stenico che nel 1904, per paura che si verificasse "una seconda Tuckett" (vennero costruiti due rifugi, uno dagli italiani e uno dagli austriaci) decise di intervenire con la S.A.T. acquistando il diritto di costruzione sui pascoli dei fratelli Finotti posti in vetta allo Stivo. 
La progettazione fu affidata all'allora podestà di Arco Carlo Marchetti, mentre dell'esecuzione dei lavori fu incaricato Giacomo Martinelli che iniziò nel 1905 per terminare l'anno successivo con l'inaugurazione tenutasi il 7 ottobre. Il rifugio venne così intitolato a Prospero Marchetti, arcense, cofondatore nel 1872 insieme a Nepomuceno Bolognini ed altri trentini della S.A.T., nonché primo presidente. 
Nella sua storia l'edificio fu sottoposto a varie ristrutturazioni, modernizzazioni e ampliamenti. Gli ultimi lavori furono eseguiti nel 2011 con il rinnovo dell'impianto fotovoltaico per la produzione di energia elettrica, sufficiente al fabbisogno della struttura, e tra il 2016 e il 2017 con una ristrutturazione più ampia che ha comportato alla chiusura completa del rifugio.

## Caratteristiche ed informazioni
Il rifugio può ospitare all'interno 50 coperti, rimangono a disposizione tavoli e panche per pasti al sacco. Inoltre dispone di 23 posti letto suddivisi in più camere. Durante i lavori effettuati tra il 2016 e il 2017 furono ulteriormente potenziati il deposito di acqua piovana e l'autosufficienza energetica con fonti rinnovabili.

## Accesso
Difficoltà E (Escursionistico) percorso su sentiero o mulattiera ben tracciati e segnalati. Richiede comunque attrezzatura adeguata e allenamento.
- da passo Bordala prima per stradina, poi per sentiero (segnavia 623) raggiungere Cima Bassa, 1684 m, verso sud portarsi alla Bocchetta dello Stivo, 1680 m, e per sentiero 617 al rifugio. Località di partenza: Passo Bordala, quota di partenza: 1253 m, dislivello: 759 m, tempo di percorrenza: 2.20 h
- da passo S.Barbara si sale per strada e sentiero 608/b fino al raccordo con il sentiero 608 che sale dalla Capanna all'Alpino al Monte Velo, 1020 m, per poi raggiungere i pascoli di Malga Stivo, 1768 m, e il rifugio. Località di partenza: Passo Santa Barbara, quota di partenza: 1220 m, dislivello: 792 m, tempo di percorrenza: 2.20 h
- da Malga Campo Arco, raggiungibile per strada dalla Val di Cavedine si segue il sentiero 623 fino alla Cima Bassa, 1684 m, quindi come itinerario a). Località di partenza: Malga Campo di Arco, quota di partenza: 1379 m, dislivello: 633 m, tempo di percorrenza: 2.00 h

Accesso invernale da passo Santa Barbara si sale per strada e sentiero 608/b fino al raccordo con il sentiero 608 che sale dalla Capanna all'Alpino al monte Velo, 1020 m, per poi raggiungere i pascoli di malga Stivo, 1768 m, e il rifugio.

## Ascensioni
La cima del monte Stivo è facilmente raggiungibile in pochi minuti dal rifugio. Sulla sommità vi è una croce e un osservatorio con indicate le più importanti cime circostanti e i maggiori gruppi montuosi. Nelle giornate particolarmente limpide è possibile ammirare oltre le numerosissime cime del Trentino, dell'Alto Adige, del Veneto e della Lombardia addirittura la laguna del mare Adriatico, la vetta del Similaun, l'Appennino ligure e l'Appennino tosco-emiliano.

## Traversate
Alle Viòte del monte Bondone (rifugio Viote, ex fratelli Tambosi), 1539 m per le creste. Seguendo il sentiero 617 si raggiunge prima Cima Bassa, 1684 m, poi il Palon, 1916 m, la Rocchetta, 1667 m, la Becca, 1578 m, il Cornetto, 2180 m, da cui per sentiero 607 si scende alla conca delle Viòte. (6 ore; EE).

## Galleria d'immagini

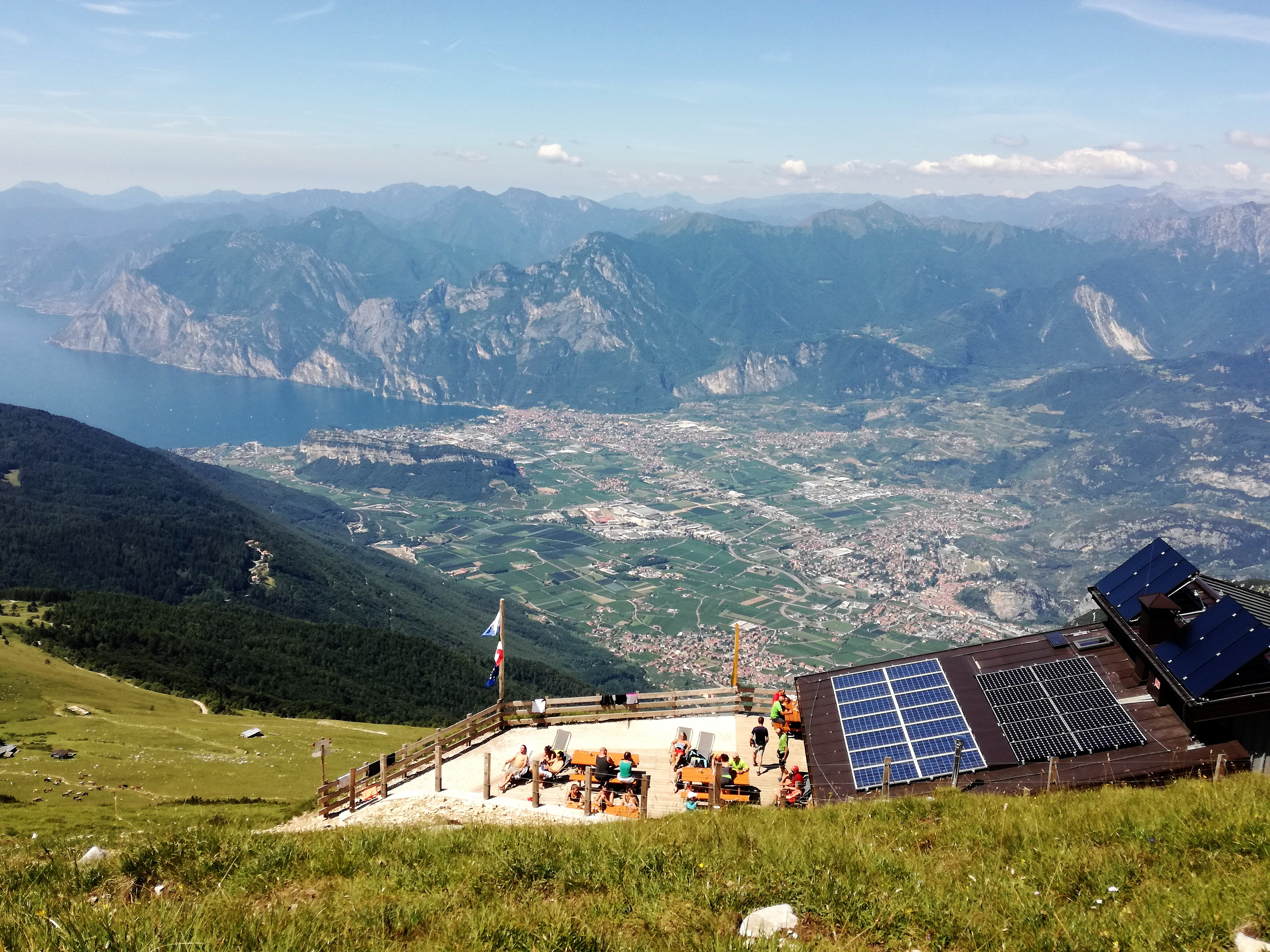
Visto sulla Busa e sulla parte settentrionale del Lago di Garda
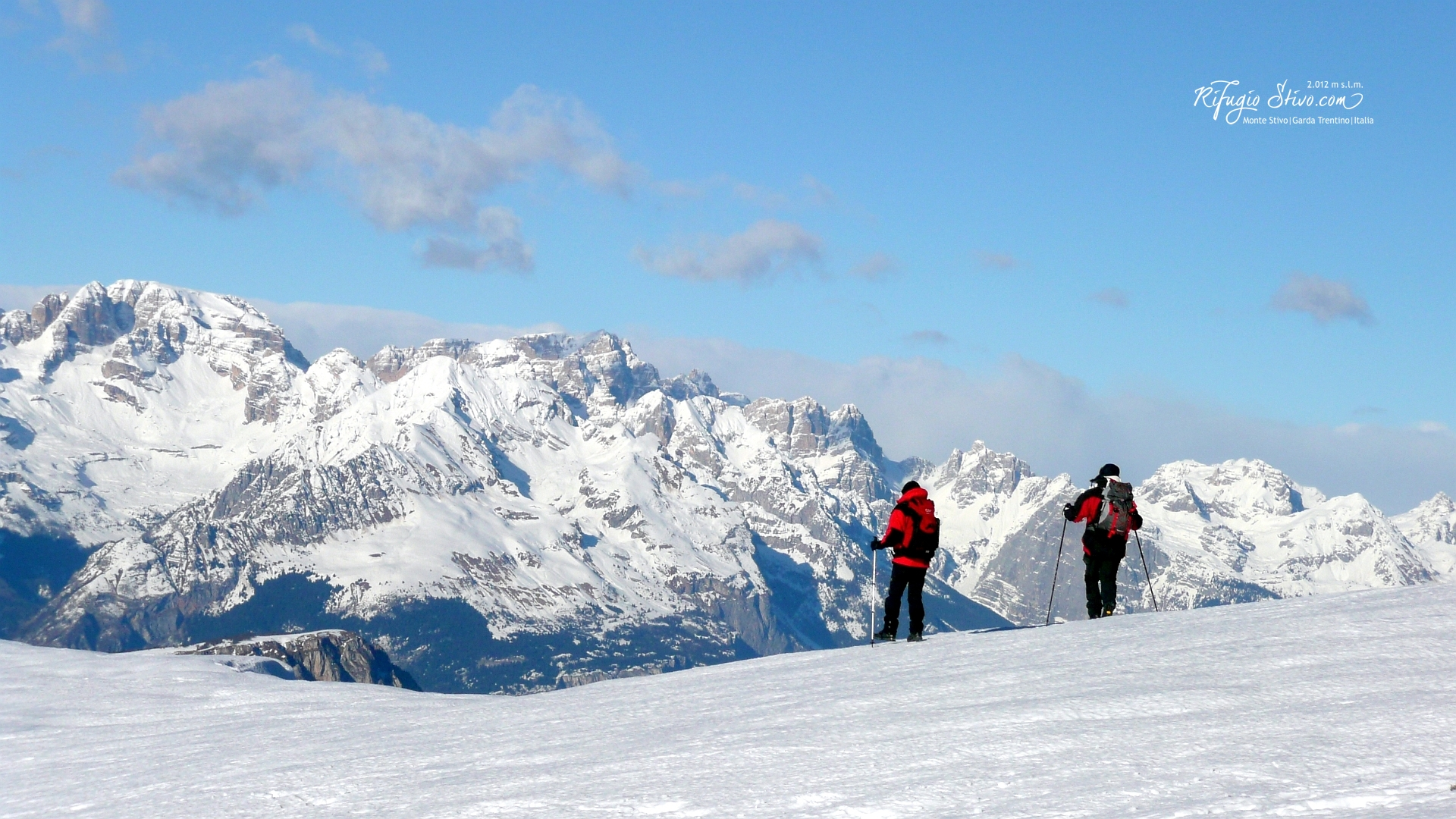
Monte Stivo vista sul Gruppo di Brenta
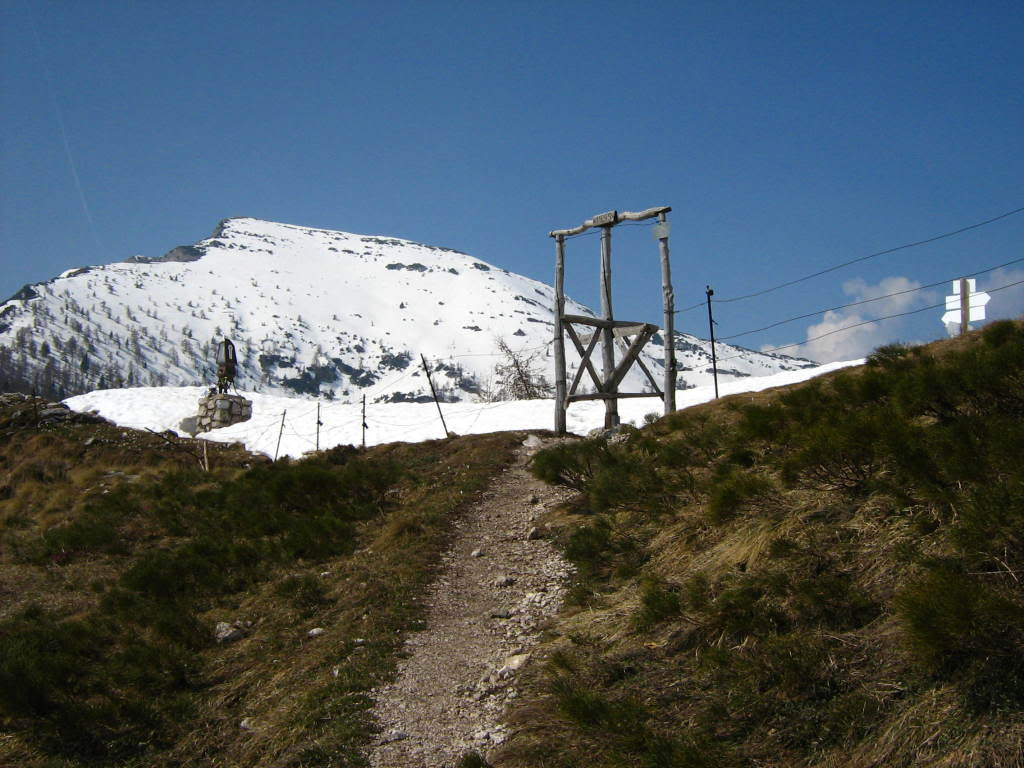
Cima Bassa "la Madonnina". Sentiero 608/b raccordo con il sentiero 608. Cima Stivo sullo sfondo.
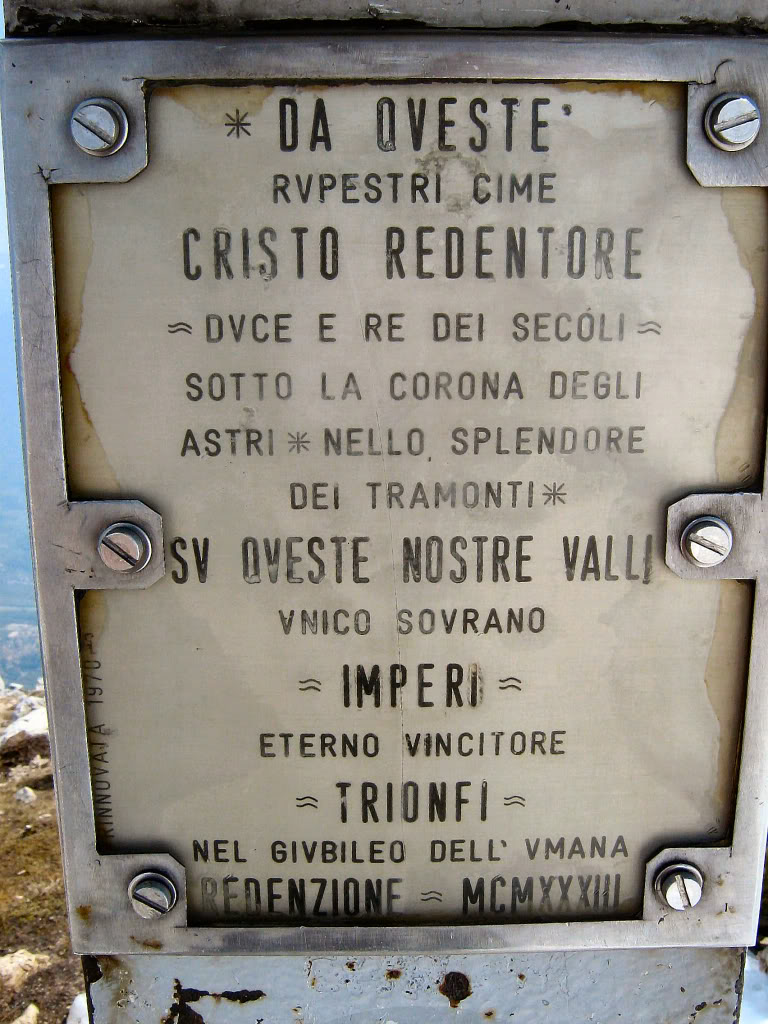
Targa croce Cima Stivo
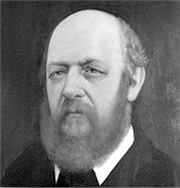
Prospero Marchetti (1822-1884)